# Casablanca (vulkan)
Casablanca är en vulkan i Chile. Den ligger i regionen Región de Los Lagos, i den södra delen av landet. Toppen på Casablanca är 1 990 meter över havet.
Den högsta punkten i närheten är Cerro Pantojo, 2 024 meter över havet, öster om Casablanca.
I omgivningarna runt Casablanca växer i huvudsak blandskog.